# Itamar Franco
Itamar Augusto Cautiero Franco (ur. 28 czerwca 1930 w Salvadorze, zm. 2 lipca 2011 w São Paulo) – brazylijski polityk, w latach 1990–1992 wiceprezydent, zaś w kadencji 1992–1994 prezydent Brazylii.

## Życiorys
Franco urodził się na pokładzie statku płynącego po oceanie między Salvadorem a Rio de Janeiro (stąd też jego imię, oznaczające w wolnym przekładzie „na morzu”). Jego rodzina pochodziła z Juiz de Fora w stanie Minas Gerais, gdzie się wychowywał i pracował jako inżynier od 1955, kończąc studia w tym kierunku.
W latach 1967–1971 sprawował funkcję burmistrza Juiz. Ponownie zajmował to stanowisko od 1973 do 1974, kiedy zrezygnował, aby zająć miejsce w Senacie jako wybrany reprezentant Minas Gerais. Szybko stał się czołowym przedstawicielem Movimento Democrático Brasileiro (Brazylijskiego Ruchu Demokratycznego), opozycji wobec rządzącej w latach 1964–1985 junty. Wybrany ponownie na senatora w 1982. W 1986 przegrał walkę o stanowisko gubernatora Minas Gerais.
W 1989 opuścił Partię Liberalną, do której wówczas należał, przystępując do małej Partii Rekonstrukcji Narodowej, albowiem został mianowany kandydatem na wiceprezydenta u boku Fernanda Collor de Mello. Collor i Franco zostali wówczas wybrani.
W 1992 prezydent Collor był sądzony za korupcję i poddany próbie impeachmentu. We wrześniu, w czasie jego procesu w parlamencie, Franco został pełniącym obowiązki prezydenta, zaś po uznaniu Collora winnym, formalnie objął prezydenturę w grudniu tegoż roku.
Kiedy obejmował urząd szefa państwa, Brazylia znajdowała się w ogromnym kryzysie gospodarczym, a poziom inflacji sięgał aż 1100%, a w 1993 – 6000%. Rząd Franco, postrzeganego powszechnie jako bystry i żywy przywódca, wyprowadził kraj z kryzysu, realizując program powołanego przezeń ministra finansów Fernando Henrique Cardoso.
Za prezydentury Franco, w kwietniu 1993, odbyło się referendum w sprawie formy rządów. 66% głosujących opowiedziało się za republiką, podczas gdy 10 za restauracją monarchii. Następnie, za prezydencką formą rządów 55%, z za parlamentarnym 25%.
Cardoso został następcą Franco, który go poparł, w wyborach 1994, obejmując urząd 1 stycznia 1995. Mimo wcześniejszej współpracy były prezydent Franco został szybko jego krytykiem, zwłaszcza programu prywatyzacji.
Na prezydenckiej emeryturze Franco pełnił różne funkcje, także z ramienia rządu Cardoso, m.in. ambasadora w Portugalii, przedstawiciela Brazylii w Organizacji Państw Amerykańskich z siedzibą w Waszyngtonie (do 1998). Wybrano go na gubernatora Minas Gerais w 1998. Franco na tym stanowisku wprowadził moratorium na spłatę długów publicznych. Po odejściu z funkcji szefa stanowej władzy wykonawczej w 2003 został ambasadorem we Włoszech, gdzie przebywał w tym charakterze do 2005.
Zmarł na białaczkę 2 lipca 2011, został pochowany na cmentarzu w Juiz de Fora.

## Odznaczenia
Brazylijskie
- Krzyż Wielki Orderu Narodowego Zasługi (1993)[2]
- Krzyż Wielki Orderu Zasługi Sił Zbrojnych (1991)[2]
- Krzyż Wielki Orderu Zasługi Marynarskiej (1991)[2]
- Krzyż Wielki Orderu Zasługi Wojskowej (1990)[2]
- Krzyż Wielki Orderu Zasługi Lotniczej (1990)[2]
- Krzyż Wielki Orderu Rio Branco (1990)[2]
- Krzyż Wielki Orderu Zasługi Sądownictwa Wojskowego (1993)[2]
- Krzyż Złoty Medalu Zasługi Mauá (1992) – ex officio
- Wielki Łańcuch Medalu Konspiracji Minas Gerais (1994)[2]
- Krzyż Wielki Orderu Zasługi Pracy (1992) – ex officio
- Wielki Łańcuch Orderu Zasługi Sądownictwa Pracy (1993)[2]
- Krzyż Wielki Orderu Zasługi Komunikacyjnej (1992) – ex officio
- Krzyż Wielki Orderu Zasługi Kulturalnej (1992) – ex officio
- Krzyż Wielki Orderu Zasługi Naukowej (1994)[2]
- Krzyż Wielki Orderu Zasługi Kartograficznej (2002)[2]

Zagraniczne
- Order Zasługi Republiki Federalnej Niemiec (1982)[2]
- Łańcuch Orderu Wyzwolicela San Martina (1993, Argentyna)[2]
- Krzyż Wielki Orderu Chrystusa (1995, Portugalia)[2][3]
- Wielki Łańcuch Orderu Marszałka Francisca Solano Lopeza (1994, Paragwaj)[2]